# Canencia
Canencia là một đô thị trong Cộng đồng Madrid, Tây Ban Nha. Đô thị Canencia có diện tích 52,7 km², dân số theo điều tra năm 2010 của Viện thống kê quốc gia Tây Ban Nha là 521 người. Đô thị Canencia nằm ở khu vực có độ cao 1150 mét trên mực nước biển.